# Стоян Върбанов (борец)
Вижте пояснителната страница за други личности с името Стоян Върбанов.
Стоян Вълов Върбанов (наричан Стоян Бореца или Стоян Жилата) е републикански шампион по борба кл. стил в категория „полулека“ – (62 kg) за една година от отбора на ЦСКА.  В с. Михайлово (Област Враца) от средата на 50-те години на XX век той създава отбор по борба и става негов треньор, като подготвя състезатели във всички категории. Тренировките се провеждат в къщата на Георги Вельов, където в бившия магазин е направен тепих. Участието на отбора в регионални първенства и авторитета на Стоян Върбанов, са причината през 1959 година селото да е домакин на националните състезания по борба от проведената Републиканска селска спартакиада. Състезанието е проведено на новооткрития селски стадион. Отборът по борба тренира и участва в състезания до средата на 60-те години.